# Garda Națională Aeriană

Scutul Gărzii Naţionale Aeriene

Garda Națională Aeriană este parte a Gărzii Naționale a Statelor Unite și o rezervă componentă a USAF.
Deși Garda Națională Aeriană nu a fost stabilită ca o componentă separat a USAF până în 1947, de-a lungul secolului al XX-lea aviatorii Gărzii Naționale au jucat roluri semnificative în toate războaiele implicând Statele Unite și în majoritatea din marile sale contingente.

Unitățile Gărzii Naționale Aeriene au fost în serviciu activ în timpul Războiului din Coreea și escadrile de avioane F-100 din Colorado, New York, Iowa și New Mexico au servit la baza aeriană Phan Rang, Vietnam, pentru unsprezece luni din 1968-1969, zburând peste 24.000 de misiuni de luptă.
Garda Națională Aeriană a Statelor Unite are peste 110.000 de bărbați și femei în serviciu.